# Apocephalus silvestrii
Apocephalus silvestrii är en tvåvingeart som beskrevs av Borgmeier 1971. Apocephalus silvestrii ingår i släktet Apocephalus och familjen puckelflugor. Inga underarter finns listade i Catalogue of Life.